# Siphonognathus attenuatus
Siphonognathus attenuatus är en fiskart som först beskrevs av Ogilby, 1897.  Siphonognathus attenuatus ingår i släktet Siphonognathus och familjen Odacidae. IUCN kategoriserar arten globalt som livskraftig. Inga underarter finns listade i Catalogue of Life.